# Erik Gustaf Geijer
Erik Gustaf Geijer (Ransäter, 12 gennaio 1783 – Stoccolma, 23 aprile 1847) è stato uno scrittore, storico e compositore svedese.

## Biografia
Il suo percorso di studi iniziò al Ginnasio di Karlstad, proseguendo all'Università di Uppsala, dove si laureò nel 1806.
Dopo una trasferta in Inghilterra, una volta rientrato in patria, cominciò la sua collaborazione all'Università di Uppsala, prima come assistente e poi come docente.
Collaborò con Arvid August Afzelius alla stesura della prima raccolta completa di canti popolari svedesi e relative melodie, che venne stampata con il titolo Svenska folk-visor från forntiden in tre volumi. Questa raccolta produrrà una grande influenza sulla lirica successiva, e non solo su quella romantica.
Fu membro dell'Accademia Svedese e professore di storia a Uppsala a partire dal 1817, dove una statua ne commemora la memoria. Geijer fu anche fondatore e membro della Götiska Förbundet (Alleanza gotica, 1811), una società del XIX secolo che si prefiggeva l'obiettivo di risollevare la società scandinava esaltandone il passato glorioso grazie anche agli studi sulle antichità nordiche.
Nel primo numero del periodico della rivista, Iduna, il cui nome derivava da una deità nordica, apparve la più celebre delle poesie di Geijer, Il Vichingo, che descriveva i Vichinghi come quell'eroico popolo norreno che è rimasto nella cultura popolare fino ai giorni nostri. Questo rappresentò un vero e proprio punto di svolta nella riabilitazione dei Vichinghi fra gli svedesi della generazione romantica.

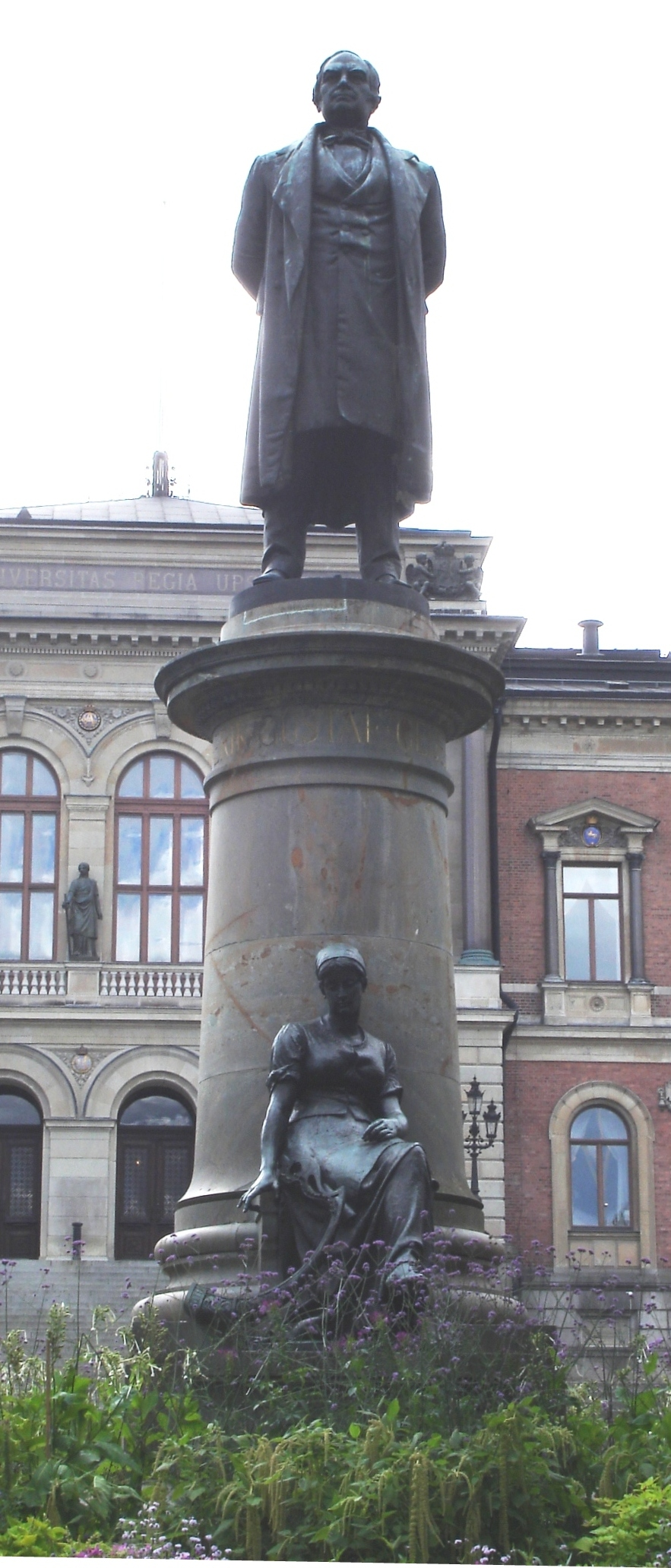
Statua raffigurante Geijer alla Università di Uppsala

Questa rivista divenne un punto di riferimento per il movimento romantico e Tegnér vi pubblicherà quasi tutta la sua produzione.
Se le strofe di ballata Odalbonden (Il libero contadino) confermarono la tendenza ad esaltare le vecchie virtù scandinave, negli ultimi anni di vita lo scrittore seguì un percorso di conversione religiosa e realizzò una serie di pregevoli liriche musicate dall'autore stesso, tra le quali vanno citate Tonerna (Le note) e Hostsadet (Grano d'autunno).
Come storico, la sua opera principale fu Svenska folkets historia (3 vol., 1832–1836).
Benché Geijer divenne famoso come un autore nazionalista, la sua visuale cambiò con gli anni, fino a portarlo ad invocare riforme sociali e l'introduzione del Liberalismo.